# Sherif Ismail
Sherif Ismail (în arabă شريف إسماعيل,  pronunțat [ʃɪˈɾiːf esmæˈʕiːl]; n. 6 iulie 1955, Cairo, Egipt – d. 4 februarie 2023, Cairo, Egipt) a fost un inginer și politician egiptean care a ocupat funcția de prim-ministru al Egiptului între 2015 și 2018. A fost ministru al petrolului și resurselor minerale din 2013 până în 2015.

## Tinerețe și educație
Ismail s-a născut pe 6 iulie 1955. A studiat ingineria mecanică la Universitatea Ain Shams și a absolvit-o în 1978. 

## Carieră
Ismail a ocupat posturi de conducere la firme de petrochimie și gaze naturale administrate de stat. A fost vicepreședinte executiv și apoi președinte al holdingului egiptean pentru petrochimie (ECHEM), care a fost înființată în 2002.  Apoi a fost numit președinte al companiei egiptene de gaze naturale (EGAS⁠(d)). 
Apoi a lucrat ca director general al holdingului petrolier de stat, Ganoub El Wadi Petroleum Holding Company (GANOPE). și a devenit președinte al companiei.  El a fost numit ministru al petrolului și resurselor minerale la 16 iulie 2013, ca parte a cabinetului interimar condus de Hazem Al Beblawi. El l-a înlocuit pe Sherif Hassan Haddara în post.
Ismail a fost numit prim-ministru la 12 septembrie 2015. La 5 iunie 2018, Ismail și-a prezentat demisia președintelui egiptean Abdel Fattah el-Sisi.  Cu toate acestea, el a continuat să servească ca prim-ministru în calitate de interimar. La două zile după ce Ismail și-a depus demisia, Sisi l-a numit pe Moustafa Madbouly, ministrul locuințelor și utilităților urbane, să-i succedă ca prim-ministru.
După plecarea sa din funcția de prim-ministru, pe 9 iunie 2018 s-a raportat că Ismail a fost nominalizat pentru a servi ca asistent principal al lui Abdel Fattah el-Sisi.

## Deces
Sherif Ismail a murit la 4 februarie 2023.